# Mauthausen-Kantate
Die Mauthausen-Kantate ist ein Zyklus von vier Liedern des griechischen Komponisten Mikis Theodorakis auf Texten des griechischen Dichters Iakovos Kambanellis, eines Überlebenden des Konzentrationslagers Mauthausen.

## Entstehung der Kantate
1963 schrieb Kambanellis die vier Gedichte, 1965 wurden sie von Theodorakis vertont und 1966 uraufgeführt, gesungen von Maria Farantouri, die mit den Mauthausen-Liedern ihren internationalen Durchbruch schaffte.
Die Lieder tragen folgende Titel (mit deutscher Übersetzung):
1. Ásma Asmáton (Lied der Lieder)[4]
2. O Andónis (Andonis)
3. O Drapétis (Der Flüchtling)
4. Áma Teli’si o Pólemos (Wenn der Krieg zu Ende geht)

Ungefähr ein Jahr nach der Veröffentlichung der Mauthausenlieder wurde Mikis Theodorakis im Sommer 1967 (zeitgleich mit der Aufführung des Liederzyklus in London) von der kürzlich installierten griechischen Militärjunta in Athen inhaftiert, und seine Musik wurde in Griechenland verboten.
Im Mai 1988 fand eine Aufführung der Kantate im KZ Mauthausen in Österreich im Beisein des damaligen österreichischen Bundeskanzlers Franz Vranitzky und zehntausender Häftlinge und ihrer Angehörigen aus ganz Europa und Israel statt. Die Ballade wurde von Theodorakis dirigiert und von Maria Farandouri auf Griechisch, Elinor Moav auf Hebräisch und Gisela May auf Deutsch gesungen. Im Mai 1995 dirigierte Theodorakis ein Wiederholungskonzert der Ballade auf dem Appellplatz des Lagers, anlässlich des 50. Jahrestages seiner Befreiung von den Nazis. Vor dem Konzert hielt Simon Wiesenthal eine Rede, die, zusammen mit dem Live-Mitschnitt von Maria Farantouri auf der im Jahr 2000 veröffentlichten „Mauthausen Trilogy“-CD enthalten ist.
Der Mauthausen-Zyklus ist eine der bekanntesten Kompositionen, die von den Ereignissen im KZ Mauthausen inspiriert wurde und dem Holocaust gewidmet ist. Er wurde auch in Israel bekannt und wurde weltweit zur Förderung von Frieden und Zusammenarbeit eingesetzt. 1991 führte das Philharmonisches Orchester von Israel unter der Leitung von Zubin Mehta das Werk im Rahmen des Athener Festivals auf.
Konstantin Wecker hat mehrfach Teile der Mauthausen-Kantate in Konzerten auf Deutsch vorgetragen.
Die vier Gedichte spiegeln Kambanellis' eigene Erfahrungen in Mauthausen wider, einschließlich seiner Liebe zu einer litauisch-jüdischen Frau. Sie erzählen von der Liebesbeziehung zwischen einem jungen griechischen Gefangenen und seiner jüdischen Liebe inmitten der Gräueltaten, die sie im Lager erleben.
Zentral ist das Zitat aus dem Hohelied (Ásma asmáton (Άσμα ασμάτων)): „Wunderschön ist meine Liebste | In ihrem Alltagskleid, | Mit einem Kamm im Haar. | Keiner wusste, dass sie so schön ist. | Ihr Mädchen aus Auschwitz, | Ihr Mädchen aus Dachau, | Habt ihr meine Liebste geseh’n? | Wir sahen sie auf einer langen Reise, | Sie trug ihr Kleid nicht mehr, | Auch keinen Kamm im Haar. ... Auf einem zugigen Platz sah’n wir sie, | Mit einer Nummer auf dem nackten Arm, | Den Davidstern geheftet an ihr Hemd.“

## Werkausgabe
- Mikis Theodorakis (Komponist): Mauthausen. Kantate für Mezzosopran und Klavier. AST 168, (deutsch-englisch), Text: deutsche Version von Ina Kutulas – englische Version von Gail Holst-Warhaft, Edition Schott, Mainz 2014.[2]